# Zólyommihályi
Zólyommihályi (1886-ig Mihalkova, szlovákul: Michalková) község Szlovákiában, a Besztercebányai kerületben, a Zólyomi járásban.

## Fekvése
Zólyomtól 8 km-re délre fekszik.

## Története
A település egy major körül keletkezett a 18. században, 1786-ban „Mihálykova” néven említik először. 1790-ig a dobronyai uradalomhoz tartozott. Lakói többségben zsellérek voltak.
A 18. század végén Vályi András így ír róla: „MIHÁLYFALVA. Tót falu Zólyom Várm. földes Ura G. Eszterházi Uraság, lakosai többfélék, fekszik Dobronához közel, és annak filiája, határja meg lehetős.”
1828-ban 17 házában 130 lakos élt, akik főként mezőgazdasággal, faárukészítéssel foglalkoztak.
Fényes Elek 1851-ben kiadott geográfiai szótárában így ír a faluról: „Mihályfalva, tót falu, Zólyom vmegyében: 113 kath., 17 evang. lak. F. u. többen.”
A trianoni diktátumig Zólyom vármegye Zólyomi járásához tartozott.

## Népessége
| Év:            | 1994. | 2004.   | 2014.    | 2024.    |
| -------------- | ----- | ------- | -------- | -------- |
| Emberek száma: | 42    | 46      | 37       | 45       |
| Eltérés:       |       | +9,52 % | -19,56 % | +21,62 % |

| Év:            | 2023. | 2024.   |
| -------------- | ----- | ------- |
| Emberek száma: | 43    | 45      |
| Eltérés:       |       | +4,65 % |

1910-ben 260, túlnyomórészt szlovák lakosa volt.
2001-ben 44 lakosából 43 szlovák volt.
2011-ben 40 lakosából 33 szlovák.

## Nevezetességei
- A temető felett álló fa haranglába a 19. század második felében készült.
- A temetőben álló fakereszt 1906-ban készült.
- A falu közepén álló faluház a 19. század második felében épült.

## Külső hivatkozások
- E-obce.sk Archiválva 2009. augusztus 20-i dátummal a Wayback Machine-ben
- Zólyommihályi Szlovákia térképén
- Községinfó